# Asociación de Ayuda Mutua Campesina
La Asociación de Ayuda Mutua Campesina  (en alemán: Vereinigung der gegenseitigen Bauernhilfe, abreviado VdgB) fue una organización formada por campesinos y agricultores que existió en la República Democrática Alemana. El VdgB fue fundado en el período 1945-1946, participando en las elecciones de la zona de ocupación soviética de 1946. De 1950 a 1963 y de nuevo a partir de 1986 tuvo representación en la Volkskammer, formando parte del Frente Nacional.
En 1989 una publicación de la RDA situó el número de miembros del VdgB en 632 000 personas en más de 8000 organizaciones locales. Durante la revolución pacífica conocida como "Die Wende", la VdgB se vio afectada debido a sus amplias conexiones con el gobernante Partido Socialista Unificado de Alemania. En marzo de 1990 cambió su nombre por el de Asociación de Agricultores de la RDA, pero no fue capaz de convertirse en una organización relevante en la Alemania reunificada.

## Presidentes
| Nombre           | Partido | Período                            |
| ---------------- | ------- | ---------------------------------- |
| Otto Körting     | SPD/SED | Noviembre de 1947 - marzo de 1950  |
| Friedrich Wehmer | SED     | Marzo de 1950 - febrero de 1964    |
| Ernst Wulf       | SED     | Marzo de 1964 - octubre de 1979    |
| Fritz Dallmann   | SED     | Septiembre de 1982 - marzo de 1990 |